# Дуры
Дуры (пол. Dury) — деревня в Польше, находятся в Острудском повяте Варминьско-Мазурского воеводства, относится к гмине Моронг. Находится в 3 км к юго-востоку от Моронга. В 2006 году в деревне проживали 40 человек.
Деревня упоминается в документах 1850 года. В 1858 году в деревне было 24 жителя. До 1945 года деревня называлась Дёрингсхоф (нем. Döhringshof). В 1973 году деревня относилась к Моронгскому повяту. В 1975—1998 годы административно относилось к Ольштынскому воеводству.